# 순천향로
순천향로(Soonchunhyang-ro)는 충청남도 아산시 신창면 순천향대삼거리에서 아산시 배방읍 남동교차로를잇는 도로이다.

## 주요 경유지
충청남도
- 아산시 (신창면 . 온양동 . 배방읍)

## 노선 경로
| 이름               | 접속 노선                                    | 경유지 | 경유지 | 비고 |
| ------------------ | -------------------------------------------- | ------ | ------ | ---- |
| 순천향대삼거리     | 국도 제21호선 (온천대로)                     | 아산시 | 신창면 |      |
| 행목 교차로        | 국도 제21호선 (온양순환로)                   | 아산시 | 신창면 |      |
| 을바위삼거리       | 황산길 신정호길                              | 아산시 | 신창면 |      |
| 경찰서교육원삼거리 |                                              | 아산시 | 온양동 |      |
| (이름없음)         | 시민로                                       | 아산시 | 온양동 |      |
| 읍내사거리         | 외암로                                       | 아산시 | 온양동 |      |
| 좌부교             |                                              | 아산시 | 온양동 |      |
| 좌부삼거리         | 고불로                                       | 아산시 | 온양동 |      |
| 금곡교             |                                              | 아산시 | 온양동 |      |
|                    | 배방읍                                       | 아산시 |        |      |
| 남동 교차로        | 국도 제45호선 (온천대로) (온양순환로) 모산로 | 아산시 |        |      |

## 주요건물및 시설
- GS25 아산순천향점 (순천향로 14/읍내리 457-6)
- 파리바게트 아산순천향대점 (순천향로 17/읍내리 582-13)
- CU 아산순천향대점 (순천향로 31/읍내리 581-3)
- 이마트24 아산순천향대점 (순천향로 43/읍내리 579-3)
- 신창119안전센터 (순천향로 48/읍내리 591)
- GS칼텍스 대성주유소 (순천향로 124/행목리 446)
- 세븐일레븐 아산순천향로점 (순천향로 287/창암리 95-2)
- 현대오일뱅크 기산주유소 (순천향로 408/기산동 142-1)
- S-OIL 신인주유소 (순천향로 530/신인동 407-7)
- SK에너지 장존주유소 동인석유 (순천향로 738/장촌동 92-3)
- S-OIL 신화상사 성원주유소 (순천향로 998/좌부동 8)
- 현대오일뱅크 남동주유소 (순천향로 1035/남동 41-15)